# Miss Países del Loira
Miss Países del Loira es un concurso de belleza francés que selecciona una representante de la región de Países del Loira para el concurso nacional Miss Francia. Mujeres representando la región con varios títulos diferentes han competido en Miss Francia desde 1960, aunque el título de Miss Países del Loira no se utilizó regularmente hasta 2006. Hasta 2010, las mujeres del departamento de Loira Atlántico eran elegibles para competir en Miss Bretaña en lugar de Miss Países del Loira, debido a los vínculos históricos del departamento con Bretaña a pesar de estar actualmente ubicado dentro de la región de Países del Loira.
La actual Miss Países del Loira es Melissa Atta Bessiom, quien fue coronada Miss Países del Loira 2024 el 28 de septiembre de 2024. Tres mujeres de Países del Loira ganaron Miss Francia.
- Jacqueline Gayraud, coronada Miss Francia 1964, compitiendo como Miss Vandea, tras el destronamiento de la ganadora original
- Linda Hardy, quien fue coronada Miss Francia 1992
- Valérie Claisse, quien fue coronada Miss Francia 1994

## Resumen de resultados
- Ganadoras de Miss Francia: Linda Hardy (1991); Valérie Claisse (1993)
- Primeras finalistas: Jacqueline Gayraud (1963; Miss Vendée; más tarde Miss Francia); Marie-Thérèse Vermond (1967; Miss Vendée); Mathilde Couly (2011)
- Segundas finalistas: Sandrine Hamidi (1996; Miss Anjou); Sabrina Champin (2004; Miss Maine); Laura Tanguy (2007); Élodie Martineau (2008)
- Cuartas finalistas: Séverine Deroualle (1995; Miss Anjou); Mélinda Paré (2012)
- Quinta finalista: Maud Perrochon (1998; Miss Anjou)
- Sextas finalistas: Maud Garnier (1999); Yvana Cartaud (2019)
- Top 12/Top 15: Sonia Baffour (1991; Miss Anjou); Patricia Blain (1993; Miss Maine); Aude Rautureau (1998); Hélène Leroyer (2000; Miss Anjou); Christine Rambaud (2006); Julie Tagliavacca (2020); Line Carvalho (2021); Emma Guibert (2022); Clémence Ménard (2023)

## Galería

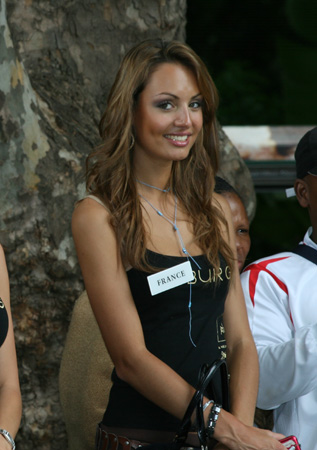
Miss Países del Loira 2007 Laura Tanguy
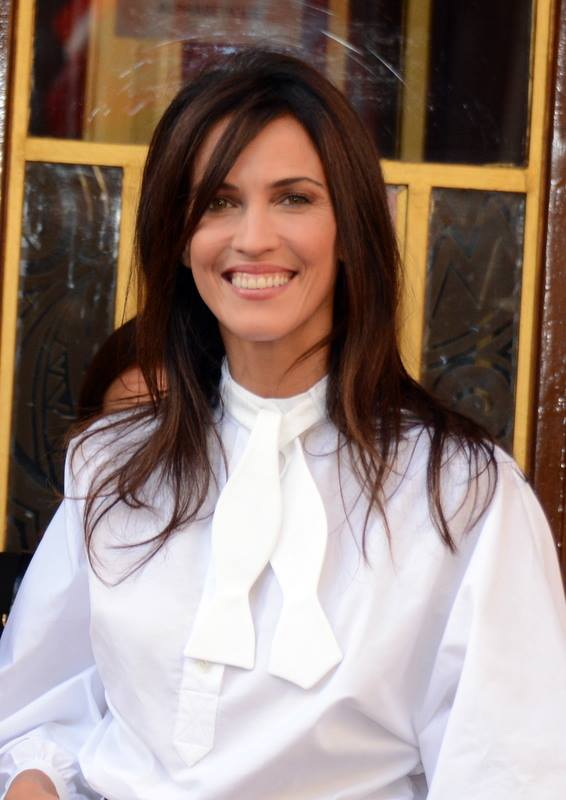
Miss Países del Loira 1991 y Miss Francia 1992 Linda Hardy
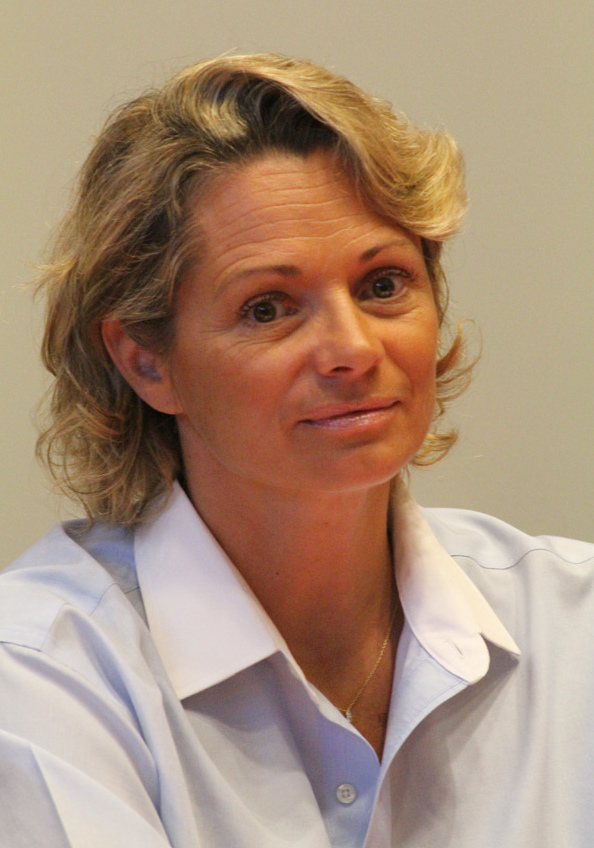
Miss Anjou 1981 Muriel Hermine

## Ganadoras
| Año  | Nombre               | Edad | Altura          | Ciudad natal              | Posición en Miss Francia | Notas                                            |
| ---- | -------------------- | ---- | --------------- | ------------------------- | ------------------------ | ------------------------------------------------ |
| 2024 | Melissa Atta Bessiom | 25   | 1,81 m (5′ 11″) | Angers                    |                          |                                                  |
| 2023 | Clémence Ménard      | 26   | 1,75 m (5′ 9″)  | La Séguinière             | Top 15                   |                                                  |
| 2022 | Emma Guibert         | 20   | 1,76 m (5′ 9″)  | Poiroux                   | Top 15                   |                                                  |
| 2021 | Line Carvalho        | 20   | 1,78 m (5′ 10″) | Blain                     | Top 15                   |                                                  |
| 2020 | Julie Tagliavacca    | 24   | 1,73 m (5′ 8″)  | Maulévrier                | Top 15                   |                                                  |
| 2019 | Yvana Cartaud        | 18   | 1,74 m (5′ 9″)  | Beaufou                   | Top 15 (6.ª finalista)   |                                                  |
| 2018 | Diane Le Roux        | 22   | 1,82 m (6′ 0″)  | Orvault                   |                          |                                                  |
| 2017 | Chloé Guémard        | 20   | 1,75 m (5′ 9″)  | Olonne-sur-Mer            |                          |                                                  |
| 2016 | Carla Loones         | 21   | 1,77 m (5′ 10″) | Le Fresne-sur-Loire       |                          |                                                  |
| 2015 | Angélina Laurent     | 20   | 1,73 m (5′ 8″)  | Ruaudin                   |                          |                                                  |
| 2014 | Flavy Facon          | 21   | 1,76 m (5′ 9″)  | Brain-sur-Allonnes        |                          |                                                  |
| 2013 | Marie Plessis        | 22   | 1,73 m (5′ 8″)  | Rochefort-sur-Loire       |                          |                                                  |
| 2012 | Mélinda Paré         | 18   | 1,76 m (5′ 9″)  | Le Lion-d'Angers          | Cuarta finalista         |                                                  |
| 2011 | Mathilde Couly       | 21   | 1,72 m (5′ 8″)  | Héric                     | Primera finalista        |                                                  |
| 2010 | Laetitia Legros      | 22   | 1,78 m (5′ 10″) | Saumur                    |                          |                                                  |
| 2009 | Amélie Taugourdeau   | 23   | 1,70 m (5′ 7″)  | Le Coudray-Macouard       |                          |                                                  |
| 2008 | Élodie Martineau     | 21   | 1,75 m (5′ 9″)  | Auzay                     | Segunda finalista        |                                                  |
| 2007 | Laura Tanguy         | 20   | 1,79 m (5′ 10″) | Écouflant                 | Segunda finalista        | Compitió en Miss Mundo 2008 y Miss Universo 2008 |
| 2006 | Christine Rambaud    | 19   | 1,82 m (6′ 0″)  | Saint-Barthélemy-d'Anjou  | Top 12                   |                                                  |
| 1999 | Maud Garnier         | 23   | 1,83 m (6′ 0″)  | Nantes                    | Top 12 (6.ª finalista)   |                                                  |
| 1998 | Aude Rautureau       | 18   | 1,84 m (6′ 0″)  | Saint-Christophe-du-Bois  | Top 12                   |                                                  |
| 1997 | Caroll Parfait       | 18   | 1,73 m (5′ 8″)  | Saint-Julien-de-Concelles |                          |                                                  |
| 1996 | Céline Bourban       |      |                 | Saint-Herblain            |                          |                                                  |
| 1995 | Magali Hautbois      |      |                 | Saint-Berthevin           |                          |                                                  |
| 1994 | Roselyne Ferre       |      |                 | Corsept                   |                          |                                                  |
| 1993 | Valérie Claisse      | 21   | 1,76 m (5′ 9″)  | Pornic                    | Miss Francia 1994        |                                                  |
| 1992 | Karine Martineau     |      |                 |                           |                          |                                                  |
| 1991 | Linda Hardy          | 18   | 1,75 m (5′ 9″)  | Saint-Herblain            | Miss Francia 1992        | Compitió en Miss Universo 1992 y Miss Mundo 1992 |
| 1990 | Nathalie Fonteneau   |      |                 | Mortagne-sur-Sèvre        |                          |                                                  |
| 1989 | Alexandra Warin      |      |                 |                           |                          |                                                  |
| 1988 | Anne Février         | 18   | 1,67 m (5′ 6″)  | Carquefou                 |                          |                                                  |
| 1987 | Stéphanie Dubois     |      |                 |                           |                          |                                                  |
| 1986 | Véronique Ploumion   |      |                 |                           |                          |                                                  |
| 1985 | Catherine Challier   |      |                 |                           |                          |                                                  |

### Miss Anjou
Desde los años 1970 hasta los años 2000, el departamento de Maine y Loira compitió por separado bajo el título de Miss Anjou. En 1967, el departamento compitió como Miss Val de Loire.
| Año  | Nombre              | Edad | Altura          | Ciudad natal             | Posición en Miss Francia | Notas                                                                                                   |
| ---- | ------------------- | ---- | --------------- | ------------------------ | ------------------------ | --- |
| 2005 | Vidya Juganaikloo   | 20   | 1,75 m (5′ 9″)  | Chanzeaux                |                          | |
| 2004 | Émilie Pinheiro     | 20   | 1,78 m (5′ 10″) | Cholet                   |                          | |
| 2003 | Audrey Gasnier      |      |                 | Varennes-sur-Loire       |                          | |
| 2002 | Cécile Bourdeau     |      |                 | Angers                   |                          | |
| 2001 | Estelle Davy        |      |                 | Marigné                  |                          | |
| 2000 | Hélène Leroyer      |      |                 | Angers                   | Top 12                   | |
| 1999 | Laureen Bidi        | 19   | 1,80 m (5′ 11″) | Cholet                   |                          | |
| 1998 | Maud Perrochon      | 22   | 1,81 m (5′ 11″) | Saint-Christophe-du-Bois | Top 12 (5.ª finalista)   | |
| 1997 | Sonia Leray         | 19   | 1,76 m (5′ 9″)  | Sainte-Gemmes-d'Andigné  |                          | |
| 1996 | Sandrine Hamidi     |      |                 | Chalonnes-sur-Loire      | Segunda finalista        | |
| 1995 | Séverine Deroualle  | 20   | 1,82 m (6′ 0″)  | Avrillé                  | Cuarta finalista         | Compitió en Miss Mundo 1996                                                                             |
| 1994 | Estelle Chiron      |      |                 | Pouancé                  |                          | |
| 1993 | Béatrice Glebeau    |      |                 | Le Louroux-Béconnais     |                          | |
| 1992 | Sarah Vetele        |      |                 |                          |                          | |
| 1991 | Sonia Baffour       |      |                 | Segré                    | Top 12                   | |
| 1990 | Katia Lethieleux    |      |                 | Brézé                    |                          | |
| 1989 | Valérie Broucas     |      |                 |                          |                          | |
| 1988 | Véronique Guineheux | 19   | 1,79 m (5′ 10″) |                          |                          | |
| 1987 | Laurence Janitor    |      |                 | Bel-Air-de-Combrée       |                          | |
| 1986 | Nathalie Expert     |      |                 | Saumur                   |                          | |
| 1981 | Muriel Hermine      |      |                 |                          | No compitió              | Hermine no compitió en Miss Francia para poder entrenar para el Campeonato Mundial de Natación de 1982. |
| 1979 | Dominique Guilleau  |      |                 |                          |                          | |
| 1978 | Corinne Gaborieau   |      |                 |                          |                          | |
| 1977 | Martine Rabier      |      |                 |                          |                          | |
| 1975 | Édith Marsollier    |      |                 |                          |                          | |
| 1967 | Michèle Cailleux    |      |                 |                          |                          | |

### Miss Brière
En 1977 y 1978, el departamento de Loira Atlántico compitió por separado bajo el título de Miss Brière.
| Año  | Nombre           | Edad | Altura | Ciudad natal | Posición en Miss Francia | Notas |
| ---- | ---------------- | ---- | ------ | ------------ | ------------------------ | ----- |
| 1978 | Patricia Arel    |      |        |              |                          |       |
| 1977 | Françoise Hellec |      |        |              |                          |       |

### Miss Maine
En las décadas de 1990 y 2000, los departamentos de Mayenne y Sarthe compitieron por separado bajo el título de Miss Maine.
| Año  | Nombre               | Edad | Altura          | Ciudad natal           | Posición en Miss Francia | Notas |
| ---- | -------------------- | ---- | --------------- | ---------------------- | ------------------------ | ----- |
| 2005 | Amandine Tardif      | 21   | 1,78 m (5′ 10″) | Beaumont-Pied-de-Bœuf  |                          |       |
| 2004 | Sabrina Champin      | 21   | 1,73 m (5′ 8″)  | Le Mans                | Segunda finalista        |       |
| 2003 | Melgie Vadier        |      |                 | Mulsanne               |                          |       |
| 2002 | Aurélie Paillard     |      |                 | Le Mans                |                          |       |
| 2001 | Tatiana Morin        |      |                 | Notre-Dame-du-Pé       |                          |       |
| 2000 | Karine Tessier       |      |                 | La Flèche              |                          |       |
| 1996 | Angélique Monnier    |      |                 | Le Mans                |                          |       |
| 1995 | Stéphanie Besnardeau |      |                 | Malicorne              |                          |       |
| 1993 | Patricia Blain       |      |                 | Saint-Michel-de-la-Roë | Top 12                   |       |

### Miss Mayenne
En las décadas de 1970 y 1980, el departamento de Mayenne coronó a su propia representante de Miss Francia.
| Año  | Nombre            | Edad | Altura | Ciudad natal   | Posición en Miss Francia | Notas |
| ---- | ----------------- | ---- | ------ | -------------- | ------------------------ | ----- |
| 1986 | Cathy Fleury      |      |        | Ernée          |                          |       |
| 1985 | Delphine Reichert |      |        | Saint-Baudelle |                          |       |
| 1979 | Claudie Clément   |      |        |                |                          |       |
| 1970 | Catherine Cornier |      |        |                |                          |       |

### Miss La Baule
En 1962, el departamento de Loira Atlántico compitió por separado bajo el título Miss La Baule.
| Año  | Nombre          | Edad | Altura | Ciudad natal | Posición en Miss Francia | Notas |
| ---- | --------------- | ---- | ------ | ------------ | ------------------------ | ----- |
| 1962 | Nicole Chauveau |      |        |              |                          |       |

### Miss Sarthe
En las décadas de 1970 y 1980, el departamento de Sarthe coronó a su propia representante de Miss Francia.
| Año  | Nombre                  | Edad | Altura         | Ciudad natal | Posición en Miss Francia | Notas |
| ---- | ----------------------- | ---- | -------------- | ------------ | ------------------------ | ----- |
| 1988 | Sarah Furri             | 19   | 1,67 m (5′ 6″) | La Flèche    |                          |       |
| 1985 | Caroline Fattal         |      |                |              |                          |       |
| 1979 | Marie-Thérèse Gaulupeau |      |                |              |                          |       |
| 1978 | Sylvie Blin             |      |                |              |                          |       |
| 1977 | Brigitte Jarrier        |      |                |              |                          |       |
| 1976 | Brigitte Cuinier        |      |                |              |                          |       |
| 1970 | Mylène Renoult          |      |                |              |                          |       |

### Miss Vandea
En 1964 y 1967, el departamento de Vandea coronó a su propia representante de Miss Francia.
| Año  | Nombre                | Edad | Altura | Ciudad natal | Posición en Miss Francia                        | Notas |
| ---- | --------------------- | ---- | ------ | ------------ | ----------------------------------------------- | --- |
| 1967 | Marie-Thérèse Vermond |      |        |              | Primera finalista                               | |
| 1963 | Jacqueline Gayraud    |      |        |              | Primera finalista (más tarde Miss Francia 1965) | Gayraud fue originalmente la primera finalista, pero asumió el cargo de Miss Francia 1964 después de que la ganadora original fuera destituida por negarse a viajar por Francia como parte de sus deberes oficiales. |